# Циклин D1
Циклин D1 — белок из семейства циклинов, специфически регулирующий фазовый переход G1 / S-фаза в клеточном цикле. У человека он кодируется геном CCND1, расположенным в хромосомном локусе 11q13.

## Функция
Циклин D1 относится к семейству эволюционно очень консервативных белков — циклинов. Члены этого семейства характеризуются резкой зависимостью содержания этих белков в клетке от фазы клеточного цикла. Циклины функционируют как регуляторы так называемых циклин-зависимых киназ (CDK). Разные циклины проявляют разные паттерны экспрессии и деградации в различные фазы клеточного цикла. В комплексе всё это способствует строгой временнОй координации работы различных внутриклеточных сигнальных каскадов в течение каждого митотического события и правильному течению клеточного цикла. Так, в частности, циклин D1 образует комплекс с циклин-зависимыми киназами CDK4 и CDK6, и служит регуляторной субъединицей этих киназ (активирует их). В свою очередь, комплекс циклин D1 / CDK4 или циклин D1 / CDK6 активирует (фосфорилирует) так называемый белок ретинобластомы Rb (опухолевый супрессор), что способствует прогрессии клеточного цикла и переходу из G1 в S-фазу. А экспрессия гена циклина D1, в свою очередь, положительно регулируется белком Rb. Мутации, амплификация и избыточная экспрессия гена циклина D1, ускоряющая прогрессию клеточного цикла и деление клеток, часто наблюдается в различных опухолях и может способствовать онкогенезу (развитию опухолей).

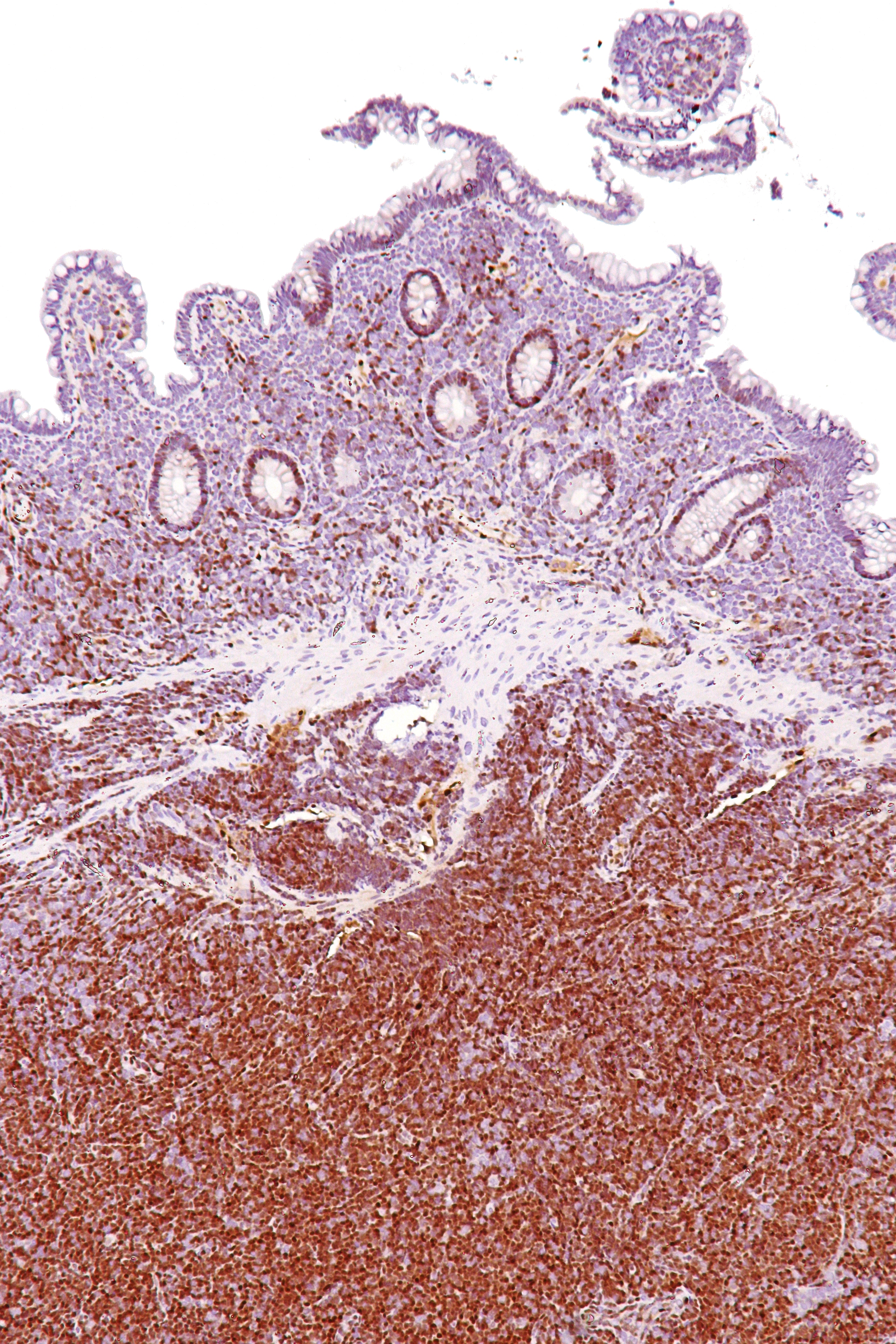
Окрашивание на циклин D1 при диагностике мантийноклеточной лимфомы

Иммуногистохимическое окрашивание на циклин D1 используется для диагностики мантийноклеточной лимфомы.
Было также обнаружено, что циклин D1 избыточно экспрессируется в клетках рака молочной железы. Было предложено его использование в качестве потенциального биомаркера.

## Взаимодействия
Циклин D1 взаимодействует со следующими белками и генами:
- NR3C4[8][9][10],
- BRCA1,[11][12]
- CCNDBP1[англ.],[13]
- CDK4[англ.],[14][15][16][17][18][19]
- CDK6[англ.][14][16],
- ESR1[англ.][11][12][20][21]
- HDAC3,[9][22]
- HDACs,[23]
- NEUROD1[англ.],[24]
- NCOA1[англ.],[25]
- NRF1[англ.],[26]
- p300[англ.],[27]
- PACSIN2[англ.],[28]
- PCNA[англ.],[29][30]
- PPARG,[31]
- RAD51[англ.],[32]
- RB1,[33][34]
- TAF1[англ.],[33][35] and
- NR1A2[англ.][22].

## Дополнительное чтение
- Akita H. [Prognostic importance of altered expression of cell cycle regulators in lung cancer] (англ.) // Nippon Rinsho : journal. — 2003. — Vol. 60 Suppl 5. — P. 267—271. — PMID 12101670.
- Chung D. C. Cyclin D1 in human neuroendocrine: tumorigenesis (англ.) // Ann. N. Y. Acad. Sci.[англ.] : journal. — 2004. — Vol. 1014. — P. 209—217. — doi:10.1196/annals.1294.022. — PMID 15153436.
- Jain S., Khuri F. R., Shin D. M. Prevention of head and neck cancer: current status and future prospects (англ.) // Current Problems in Cancer : journal. — 2004. — Vol. 28, no. 5. — P. 265—286. — doi:10.1016/j.currproblcancer.2004.05.003. — PMID 15375804.
- Gladden A. B., Diehl J. A. Location, location, location: the role of cyclin D1 nuclear localization in cancer (англ.) // J. Cell. Biochem.[англ.] : journal. — 2006. — Vol. 96, no. 5. — P. 906—913. — doi:10.1002/jcb.20613. — PMID 16163738.
- Walker J. L., Assoian R. K. Integrin-dependent signal transduction regulating cyclin D1 expression and G1 phase cell cycle progression (англ.) // Cancer Metastasis Rev. : journal. — 2006. — Vol. 24, no. 3. — P. 383—393. — doi:10.1007/s10555-005-5130-7. — PMID 16258726.
- Gautschi O., Ratschiller D., Gugger M., et al. Cyclin D1 in non-small cell lung cancer: a key driver of malignant transformation (англ.) // Lung Cancer : journal. — 2007. — Vol. 55, no. 1. — P. 1—14. — doi:10.1016/j.lungcan.2006.09.024. — PMID 17070615.
- Li Z., Wang C., Prendergast G. C., Pestell R. G. Cyclin D1 functions in cell migration (англ.) // Cell Cycle[англ.] : journal. — 2007. — Vol. 5, no. 21. — P. 2440—2442. — doi:10.4161/cc.5.21.3428. — PMID 17106256.
- Tao Zhang, Breslin M. B., Lan M. S. Zinc Finger Transcription Factor INSM1 Interrupts Cyclin D1 and CDK4 Binding and Induces Cell Cycle Arrest (англ.) // J. Biol. Chem. : journal. — 2009. — Vol. 284, no. 9. — P. 5574—5581. — doi:10.1074/jbc.M808843200. — PMID 19124461. — PMC 2645817.
- Inaba T., Matsushime H., Valentine M., et al. Genomic organization, chromosomal localization, and independent expression of human cyclin D genes (англ.) // Genomics : journal. — Academic Press, 1992. — Vol. 13, no. 3. — P. 565—574. — doi:10.1016/0888-7543(92)90126-D. — PMID 1386335.
- Schuuring E., Verhoeven E., Mooi W. J., Michalides R. J. Identification and cloning of two overexpressed genes, U21B31/PRAD1 and EMS1, within the amplified chromosome 11q13 region in human carcinomas (англ.) // Oncogene : journal. — 1992. — Vol. 7, no. 2. — P. 355—361. — PMID 1532244.
- Seto M., Yamamoto K., Iida S., et al. Gene rearrangement and overexpression of PRAD1 in lymphoid malignancy with t(11;14)(q13;q32) translocation (англ.) // Oncogene : journal. — 1992. — Vol. 7, no. 7. — P. 1401—1406. — PMID 1535701.
- Rosenberg C. L., Wong E., Petty E. M., et al. PRAD1, a candidate BCL1 oncogene: mapping and expression in centrocytic lymphoma (англ.) // Proceedings of the National Academy of Sciences of the United States of America : journal. — 1991. — Vol. 88, no. 21. — P. 9638—9642. — doi:10.1073/pnas.88.21.9638. — PMID 1682919. — PMC 52773.
- Xiong Y., Connolly T., Futcher B., Beach D. Human D-type cyclin (англ.) // Cell. — Cell Press, 1991. — Vol. 65, no. 4. — P. 691—699. — doi:10.1016/0092-8674(91)90100-D. — PMID 1827756.
- Withers D. A., Harvey R. C., Faust J. B., et al. Characterization of a candidate bcl-1 gene (англ.) // Mol. Cell. Biol. : journal. — 1991. — Vol. 11, no. 10. — P. 4846—4853. — PMID 1833629. — PMC 361453.
- Tsujimoto Y., Yunis J., Onorato-Showe L., et al. Molecular cloning of the chromosomal breakpoint of B-cell lymphomas and leukemias with the t(11;14) chromosome translocation (англ.) // Science : journal. — 1984. — Vol. 224, no. 4656. — P. 1403—1406. — doi:10.1126/science.6610211. — PMID 6610211.
- Hall M., Bates S., Peters G. Evidence for different modes of action of cyclin-dependent kinase inhibitors: p15 and p16 bind to kinases, p21 and p27 bind to cyclins (англ.) // Oncogene : journal. — 1995. — Vol. 11, no. 8. — P. 1581—1588. — PMID 7478582.
- Tassan J. P., Jaquenoud M., Léopold P., et al. Identification of human cyclin-dependent kinase 8, a putative protein kinase partner for cyclin C (англ.) // Proceedings of the National Academy of Sciences of the United States of America : journal. — 1995. — Vol. 92, no. 19. — P. 8871—8875. — doi:10.1073/pnas.92.19.8871. — PMID 7568034. — PMC 41069.
- Fornaro M., Dell'Arciprete R., Stella M., et al. Cloning of the gene encoding Trop-2, a cell-surface glycoprotein expressed by human carcinomas (англ.) // Int. J. Cancer[англ.] : journal. — 1995. — Vol. 62, no. 5. — P. 610—618. — doi:10.1002/ijc.2910620520. — PMID 7665234.
- Motokura T., Arnold A. PRAD1/cyclin D1 proto-oncogene: genomic organization, 5' DNA sequence, and sequence of a tumor-specific rearrangement breakpoint (англ.) // Genes Chromosomes Cancer[англ.] : journal. — 1993. — Vol. 7, no. 2. — P. 89—95. — doi:10.1002/gcc.2870070205. — PMID 7687458.
- Gao, F., Zhou, L., Li, M., Liu, W., Yang, S., & Li, W. (2020). Inhibition of ERKs/Akt-Mediated c-Fos Expression Is Required for Piperlongumine-Induced Cyclin D1 Downregulation and Tumor Suppression in Colorectal Cancer Cells. OncoTargets and therapy, 13, 5591. doi:10.2147/OTT.S251295 PMC 7304781 PMID 32606774
- Cao, L., Liu, Y., Wang, D., Huang, L., Li, F., Liu, J., ... & Zhang, Y. (2018). MiR-760 suppresses human colorectal cancer growth by targeting BATF3/AP-1/cyclinD1 signaling. Journal of Experimental & Clinical Cancer Research, 37(1), 1-14. doi:10.1186/s13046-018-0757-8 PMC 5902951 PMID 29661228 BATF3 образует комплекс с c-Jun в составе AP-1 на промоторе циклина D1 и контролирует экспрессию циклина D1